# I Go
〈i GO〉是臺灣男歌手周湯豪的歌曲，歌曲於2019年7月4日發行，並收錄在迷你專輯《What A Life》。混音版本於2020年1月21日發行，僅限數位下載。

## 背景
在《中国新说唱》的比賽結束後，唱片公司希望周湯豪發行節目表演過的歌曲，周湯豪不想重複歌曲，並改變原本唱片公司的計畫，推出全新作品。

## 製作
歌曲以B小調創作，每分鐘150拍，時長3分47秒，是一首模糊饒舌風格的歌曲，i GO由周湯豪擔任詞曲創作，周湯豪在採訪表示〈i GO〉是他在家中獨自邊寫邊錄完成的，僅花費一天就完成歌曲的製作。歌詞融入了台語、夜市文化和英語髒話，在歌詞裡面不斷出現的「Bitches try to holla every where I go」翻譯中文為「人生走到哪都會遇到鳥事」，當中的「bitch」代表你生命中會遇到的小人。

## 音樂錄影帶
〈i GO〉的音樂錄影帶由周湯豪和Wish You A Good Life團隊合作，花費600萬新臺幣，遠赴美國洛杉磯及韓國首爾拍攝，影片中除了《黑暗騎士》的蝙蝠俠車庫，還找來20多位模特兒、舞者參與演出。MV的整體色調成螢光綠，周湯豪在MV中一共換了8套衣服，每套造型都是自行設計的。〈i GO (Asia Remix)〉的音樂錄影帶和音源同步上線，由Xieh Chien執導。
〈i GO〉發佈時遭遇了Facebook和Instagram當機，但MV的觀看次數仍在24小時內突破250萬。

## 其他版本
| 數位下載 | 數位下載                                    | 數位下載 |
| 曲序     | 曲目                                        | 时长     |
| -------- | ------------------------------------------- | -------- |
| 1.       | i GO (Asia Remix)（ft. Sikk & JP THE WAVY） | 4:36     |

## 評價
在歌曲推出前團隊找來了11位嘻哈歌手來盲聽〈i GO〉，歌曲獲得全場一致好評，不少人以為是國外歌手的作品，還提到「歌曲到達國際水準」。
〈i GO〉的成績表現不俗，獲得多個實體銷售及數位串流冠軍，音樂錄影帶在YouTube上成為音樂類的發燒影片冠軍。在此之前，周湯豪表示對歌曲是否受觀眾喜歡感到壓力。除了歌曲本身，MV出現的蝙蝠俠車庫也成為網路熱門話題，網友製作迷因來惡搞周湯豪的財力雄厚。

## 榜單表現
| 榜單（2019年）                    | 最高 排名 |
| --------------------------------- | --------- |
| 香港Hip-Hop單曲週榜（KKBOX）      | 5         |
| 馬來西亞（KKBOX嘻哈饒舌單曲週榜） | 4         |
| 台灣（KKBOX華語單曲週榜）         | 2         |